# Tsukasa Hosaka
Tsukasa Hosaka, född 3 mars 1937 i Yamanashi prefektur, Japan, död 21 januari 2018 var en japansk fotbollsspelare.